# Миссис Брэдли (сериал)
«Миссис Брэдли», в оригинале «Тайны миссис Брэдли» (англ. The Mrs Bradley Mysteries) — британский телесериал, базирующийся на детективных романах Глэдис Митчелл о миссис Адели Брэдли, роль которой исполнила Дайана Ригг. Нил Даджен сыграл в сериале роль Джорджа Муди, шофера миссис Брэдли. Показ сериала проходил на телеканале BBC One с 1998 по 2000 год. Всего было снято пять эпизодов, включая пилотный: «Pilot: Speedy Death», «Death at the Opera», «The Rising of the Moon», «Laurels Are Poison» и «The Worsted Viper».